# 植松光夫
植松 光夫（うえまつ みつお、1952年11月 - ） は、日本の地球科学者。東京大学名誉教授、埼玉県環境科学国際センター総長。元日本海洋学会会長。元日本大気化学会会長。

## 人物・経歴
大阪府岸和田市生まれ。岸和田市立中央小学校、岸和田市立岸城中学校を経て、1971年大阪府立三国丘高等学校卒業。1975年北海道大学水産学部水産化学科卒業。1977年北海道大学大学院水産学研究科修士課程修了。1979年日本学術振興会大学院博士課程奨励研究員。1980年北海道大学大学院水産学研究科博士課程修了、水産学博士、水産科学研究奨励会奨励研究員、日本学術振興会特定分野奨励研究員、ロードアイランド大学海洋学大学院大気化学研究センター研究員。1987年東海大学海洋研究所助教授。1988年北海道東海大学工学部海洋開発工学科助教授。1992年北海道東海大学工学部海洋開発工学科教授。1997年東京大学海洋研究所附属海洋科学国際共同研究センター研究協力分野助教授。2003年日本海洋学会副会長。2004年東京大学海洋研究所附属海洋科学国際共同研究センター研究協力分野教授。2006年東京大学海洋研究所附属海洋科学国際共同研究センター長。2010年東京大学大気海洋研究所附属国際連携研究センター長。2011年大気化学研究会会長。2013年日本海洋学会会長。2014年東京大学大学院総合文化研究科附属国際環境学教育機構教授。2017年海洋化学学術賞受賞。2018年定年退職、東京大学名誉教授、東京大学大気海洋研究所客員教授。2019年埼玉県環境科学国際センター総長。2021年日本地球惑星科学連合フェロー。
妻は歴史小説家の植松三十里。